# Evenki (Hulun Buir)
Evenki (en evenki: ᠧᠸᠧᠩᠺᠢ /eɪˈvɛnki/ ; en mongol: Эвенк, romanizado: Eveŋki ; en chino, 鄂温克; pinyin, Èwēnkè) es una bandera autónoma bajo la administración directa de la ciudad-prefectura de Hulun Buir en la Región Autónoma de Mongolia Interior, República Popular China. La ciudad yace en la zona de valle de los montes Gran Khingan y es bañada por el río Argún. Su área es de 18 656 km² y su población para 2010 superó los 134 mil habitantes.

## Administración
La bandera autónoma de Evenki se divide en 10 pueblos que se administran en 4 poblados, 1 villa étnica y 4 sumus.